# Choristostigma zephyralis
Choristostigma zephyralis is een vlinder uit de familie van de grasmotten (Crambidae), uit de onderfamilie van de Spilomelinae. De wetenschappelijke naam van deze soort is voor het eerst gepubliceerd in 1914 door William Barnes en James Halliday McDunnough.
De soort komt voor in de Verenigde Staten.